# Escaravelho-vermelho
O escaravelho-vermelho (Rhynchophorus ferrugineus) é um gorgulho. É relativamente grande, entre dois e cinco centímetros de comprimento, e tem uma cor vermelho-ferrugem. Suas larvas escavam buracos de até um metro de comprimento no estipe (o tipo do caule das palmeiras) das palmeiras, podendo matar a planta hospedeira. Como resultado, o besouro é uma importante praga das palmeiras - também é conhecido pelo nome de escaravelho-das-palmeiras ou gorgulho-das-palmeiras - e seu controle tem se demonstrado bastante complicado.
Originário da Ásia tropical, o escaravelho vermelho se espalhou para a África e Europa, atingindo o Mediterrâneo em 1980.
Conseguem voar grandes distâncias, cerca de cinco quilómetros. 

## Ciclo de vida
O escaravelho normalmente infeta palmeiras com menos de doze anos. O adulto pode causar alguns danos ao alimentar-se, no entanto, é a larva que, ao escavar túneis pelo estipe da palmeira, provoca a morte da planta. A fêmea adulta põe aproximadamente 200 ovos nas zonas de crescimento da coroa da palmeira, na base das folhas novas ou noutras zonas lesionadas da planta. O ovo incuba numa larva branca que se alimenta de fibras tenras e e rebentos de folhas, escavando túneis pelos tecidos internos da árvore durante um mês. As larvas podem ocasionalmente crescer entre 4 a 6 centímetros. Na metamorfose, a larva deixa a árvora e forma um casulo feito com fibras secas de folhas de palma na base da palmeira. O ciclo de vida completa-se em 7 a 10 semanas.

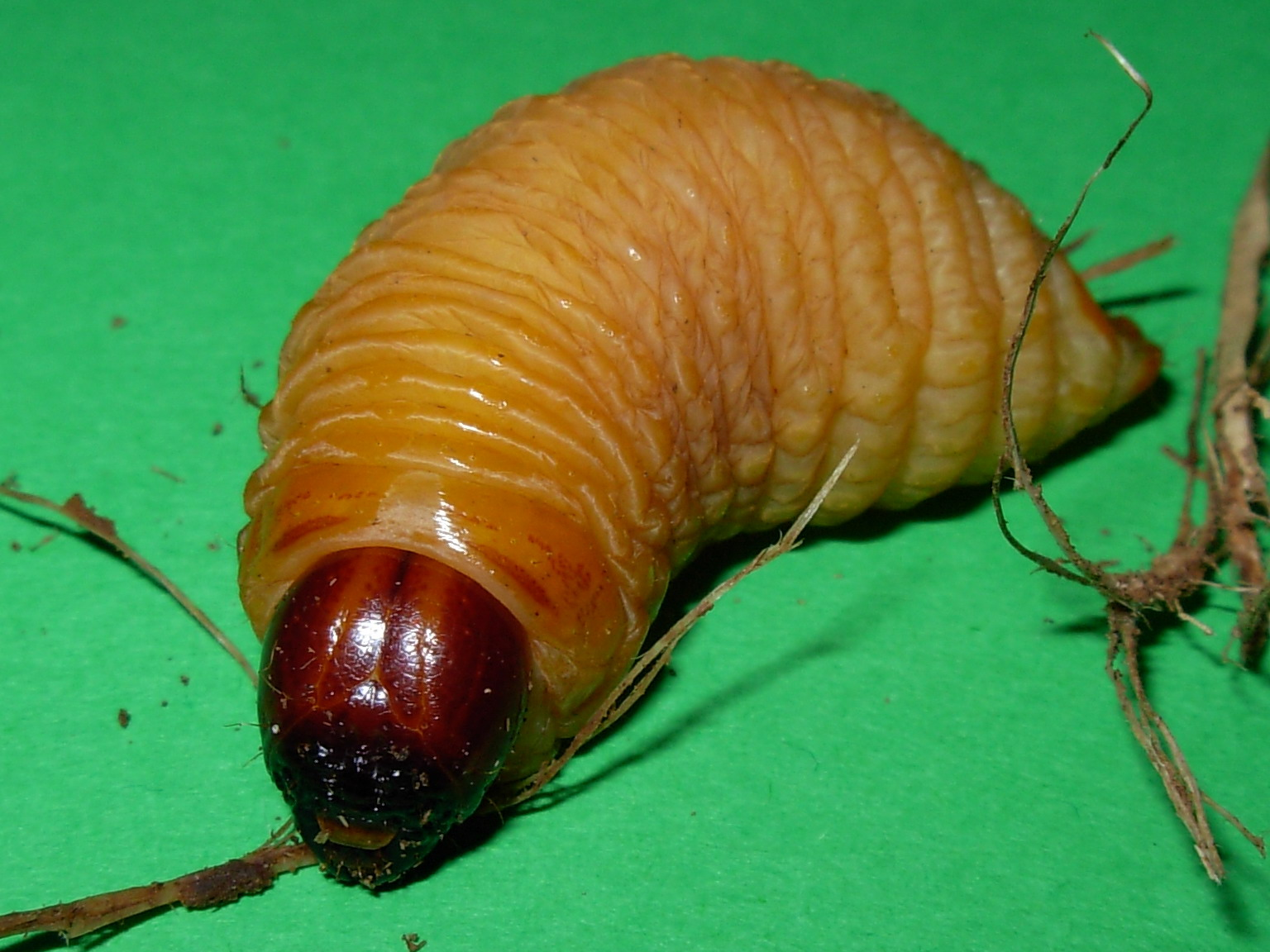
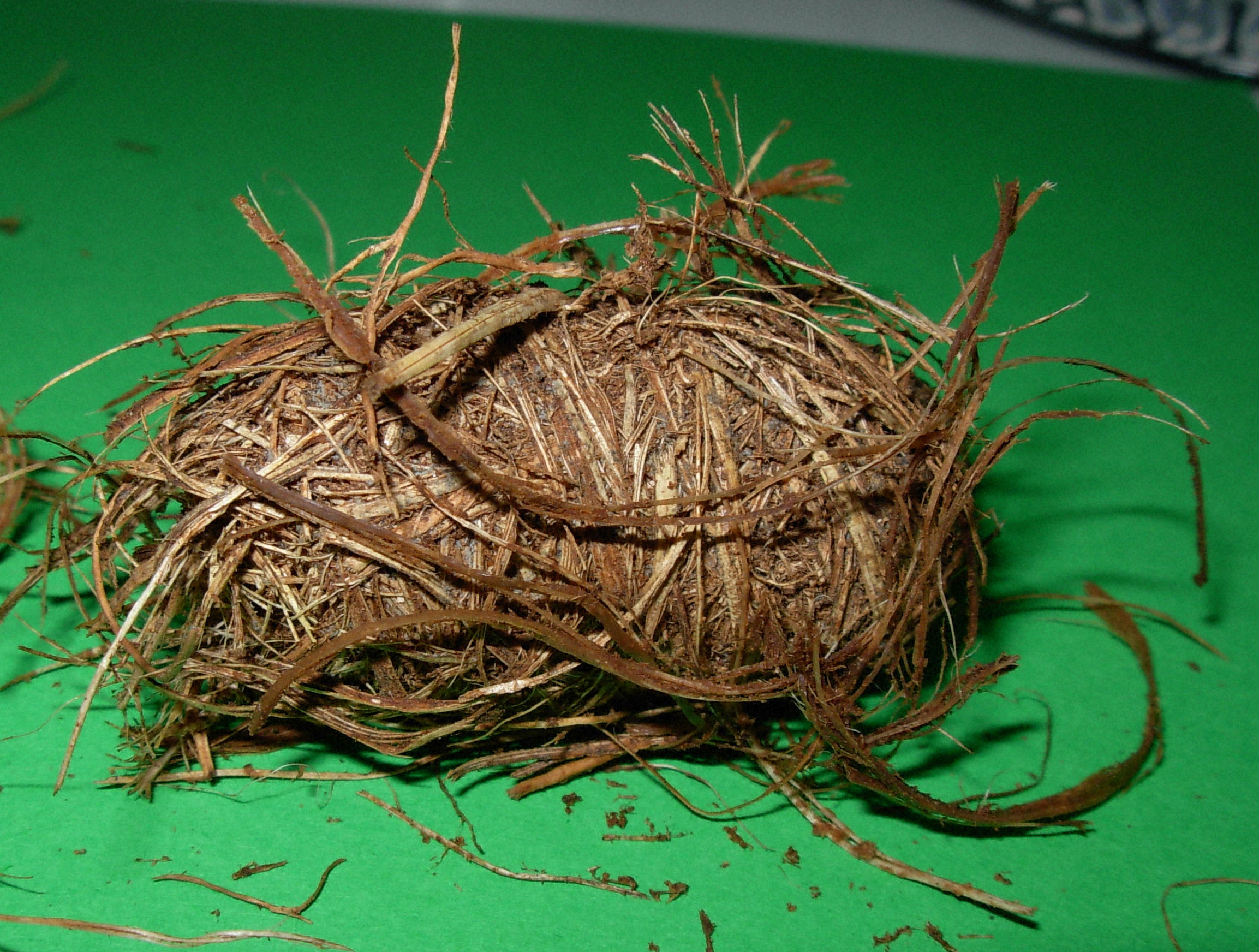
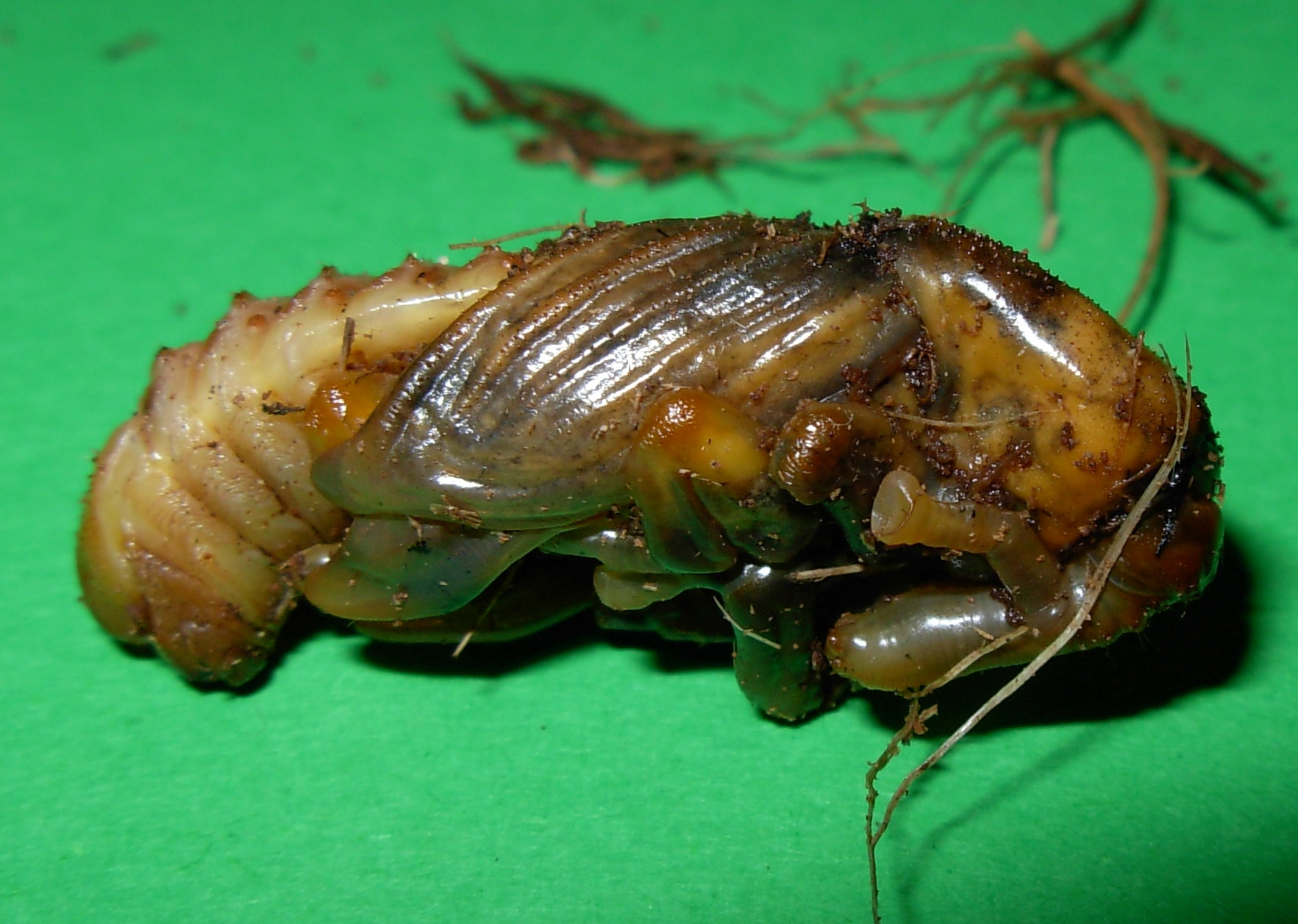
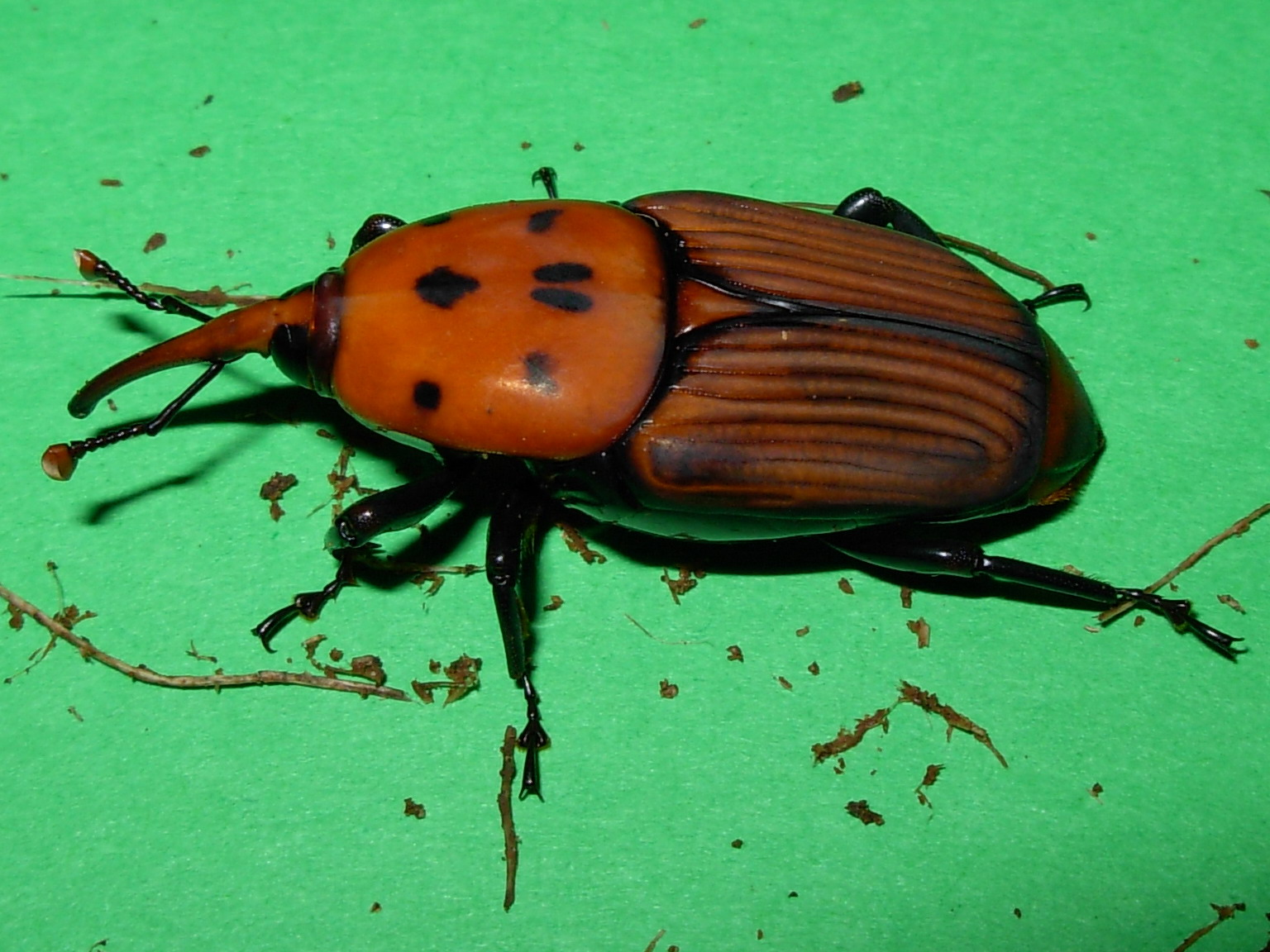

## Sintomas de infestação
Sinais de infestação pelo gorgulho-da-palmeira-vermelha
Os sinais de infestação incluem:
- Orifícios e galerias na base das folhas, possivelmente contendo larvas ou casulos;
- Folíolos das folhas novas cortados em ângulo ou truncados de forma reta;
- Amálgama de fibras cortadas, úmidas e com odor desagradável;
- Folhas desprendidas e pendentes da coroa;
- Coroa desguarnecida ou achatada no topo.

Os primeiros indícios de infestação são os orifícios no tronco e as folhas cortadas. Além disso, os sons das larvas escavando e alimentando-se do tecido interno podem ser audíveis ao aproximar o ouvido do tronco. Equipamentos eletrônicos de amplificação sonora, como sensores acústicos, também são utilizados para inspecionar as palmeiras, detectando a presença larval em estágio inicial.
Em estágios mais avançados, a coroa da palmeira perde vigor, com as folhas novas murchando, secando e adquirindo uma forma achatada e coloração castanha. Em seguida, as folhas inferiores também secam e pendem. Quando esses sintomas se tornam visíveis, a palmeira geralmente está infestada há várias semanas, com danos extensos aos tecidos vasculares internos, dificultando sua recuperação e, muitas vezes, resultando na morte da planta. Infecções secundárias por bactérias e fungos oportunistas podem se desenvolver nas áreas feridas, acelerando o declínio da palmeira.
Vale notar que uma palmeira pode estar infestada sem apresentar sinais visíveis externos. Em muitos casos, apenas uma inspeção minuciosa e o uso de tecnologias de detecção precoce permitem identificar a infestação em estágios iniciais.

## Controle
O controle eficaz do gorgulho-da-palmeira-vermelha exige programas contínuos de detecção e tratamento ao longo do ano, com atenção especial nos meses mais quentes (de maio a setembro), quando a praga é mais ativa. Em áreas afetadas, armadilhas de feromônio são ferramentas essenciais para detectar e monitorar a presença de gorgulhos adultos, permitindo uma intervenção antecipada.
Estudos recentes com sensores mostraram que o ciclo biológico do gorgulho-da-palmeira-vermelha não para durante o inverno, com infestações persistindo mesmo em climas frios. Além disso, quando os sintomas visuais de infestação se tornam evidentes nas folhas da palmeira, os danos internos geralmente já são graves, tornando os tratamentos menos eficazes nesta fase avançada. Por esse motivo, os tratamentos preventivos com inseticidas sistêmicos – especialmente neonicotinóides – são altamente eficazes, assim como aplicações de pulverização foliar com inseticidas de contato para atingir diretamente os gorgulhos adultos e larvas.
Entre os métodos de tratamento, destaca-se o sistema de endoterapia SOSPALM, que permite a instalação de uma cânula fixa no estipe da palmeira para doses controladas de inseticida, sem pressurização. Esse sistema minimiza danos aos tecidos internos da planta, pois evita a necessidade de perfurações repetidas, garantindo uma aplicação mais segura e sustentada. Ensaiado com sucesso pela Embrapa, no Brasil, e com eficácia validada também pela Universidade Miguel Hernández de Elche, na Espanha, e pelo Instituto Volcani de Israel, o SOSPALM tem seu valor comprovado na preservação das palmeiras.
Além disso, sensores de detecção precoce, como mencionado no artigo PubMed, têm se mostrado uma ferramenta valiosa para monitorar a presença larval, permitindo uma intervenção rápida e eficiente contra a praga. Embora métodos preventivos biológicos tenham sido testados, eles não demonstraram uma eficácia significativa em áreas com alta presença do gorgulho. O ideal é aplicar tratamentos preventivos para que, caso uma palmeira seja infestada, as larvas encontrem níveis letais de inseticida ativo no tecido da planta, limitando assim o desenvolvimento da praga desde os primeiros estágios e ajudando a preservar essas árvores icônicas para as futuras gerações.

## Prevenção
Uma vez que o gorgulho-da-palmeira-vermelha prefere depositar ovos nos tecidos mais tenros da palmeira, é essencial evitar cortes e feridas no estipe para reduzir as chances de infestação. Para isso, as feridas devem ser cobertas com produtos apropriados que facilitem a cicatrização e ofereçam proteção adicional. Além disso, o transporte e a movimentação de folhas ou restos de palmeiras infestadas devem ser evitados; o ideal é eliminá-los no próprio local para impedir a dispersão da praga. O gorgulho também pode entrar através de orifícios em palmas cortadas, por isso apenas as injeções localizadas não garantem a proteção necessária. Um programa preventivo eficaz deve incluir tratamentos sistêmicos regulares, como o sistema de endoterapia com cânula fixa SOSPALM, que permite a aplicação sustentada de inseticidas dentro do tronco, mantendo níveis letais de proteção no tecido da planta e minimizando a necessidade de perfurações repetidas.

## Distribuição

### Palmeiras afetadas
O gorgulho-da-palmeira-vermelha demonstra uma predileção particular pelas palmeiras Phoenix canariensis (palmeira canária) e Phoenix dactylifera (tamareira), embora também infeste uma ampla gama de outras espécies de palmeiras. Entre elas estão: Areca catechu, Arenga pinnata, Borassus flabellifer, Caryota maxima, Caryota cumingii, Cocos nucifera (coqueiro), Corypha gebanga, Corypha elata, Elaeis guineensis, Livistona decipiens, Metroxylon sagu, Oreodoxa regia, Phoenix sylvestris, Sabal umbraculifera, Trachycarpus fortunei e Washingtonia spp.. Além disso, pode afetar também plantas como Agave americana e Saccharum officinarum (cana-de-açúcar)

### Países afetados
Bangladesh, Bahrain, Brasil, Camboja, China, Índia, Indonésia, Israel, Japão, Kuwait, Laos, Malásia, Myanmar, Oman, Paquistão, Filipinas, Qatar, Arábia Saudita, Sri Lanka, Taiwan, Tailândia, Emirados Árabes Unidos, Vietnã, Papua-Nova Guiné e Ilhas Salomão. Também foi reportada mais recentemente no sul da Europa, incluindo Eslovênia, França, Itália, Malta, Grécia, Chipre, Croácia, Espanha, Portugal e Turquia, além de Síria, Marrocos, Aruba e Estados Unidos. Na América Latina, atualmente (2022-2024), a infestação foi registrada apenas no Uruguai

## Em Portugal
Os primeiros ataques de escaravelho vermelho foram detectados em setembro de 2007 em palmeiras emblemáticas no Algarve. Em 2011 a praga já tinha atingido Silves, Ferreira do Alentejo, Porto Covo, Setúbal, Cascais, Oeiras, Lisboa, Montemor-o-Novo e Porto.